# 宝亭駅
宝亭駅（ポジョンえき）は大韓民国京畿道龍仁市器興区宝亭洞にある、韓国鉄道公社（KORAIL）水仁・盆唐線の駅である。駅番号は(K234)。

## 概要
当初の計画では、当駅を設置する計画はなかった。
しかし、2004年までの終着駅である梧里駅と盆唐車両事務所の間は約2.5kmと遠く離れており、梧里駅までの距離が遠く盆唐線の利用に不便を訴えた車両基地周辺の住民の請願によって、竹田駅の代わりとして龍仁市が総額54億ウォンの建設費用の中で49億5千万ウォンほどを負担し、盆唐車両事務所に隣接する場所に当駅を暫定的に設置して営業を開始した。
本来、宝亭駅は竹田駅が開業すれば廃止される予定だったが、近隣住民の要請により営業が継続された。その後、盆唐車両事務所の拡張工事に伴い、器興駅延伸の際に300m程度南側に移動した地下駅へ移転した。
使われなくなった旧駅舎は、数年間放置された後、2016年10月、宝亭駅生活文化センターとしてリニューアルされた。

## 歴史
- 2004年11月26日 - 暫定開業[4]。
- 2007年12月24日 - 梧里駅-当駅間に竹田駅が開業し、当駅の駅番号がK233からK234へ変更。
- 2011年12月28日 - 器興駅まで延伸開業、地下化され途中駅となる。
- 2020年 9月12日 - 水仁線の水原延伸により路線名が盆唐線から水仁・盆唐線に変更。

## 駅構造
相対式ホーム2面2線の地下駅である。保安用にホームドアシステム（フルスクリーンタイプ）を装備する。
のりば
| 1 | 水仁・盆唐線 | 器興・網浦・水原方面         |
| 2 | 水仁・盆唐線 | 竹田・亭子・水西・往十里方面 |

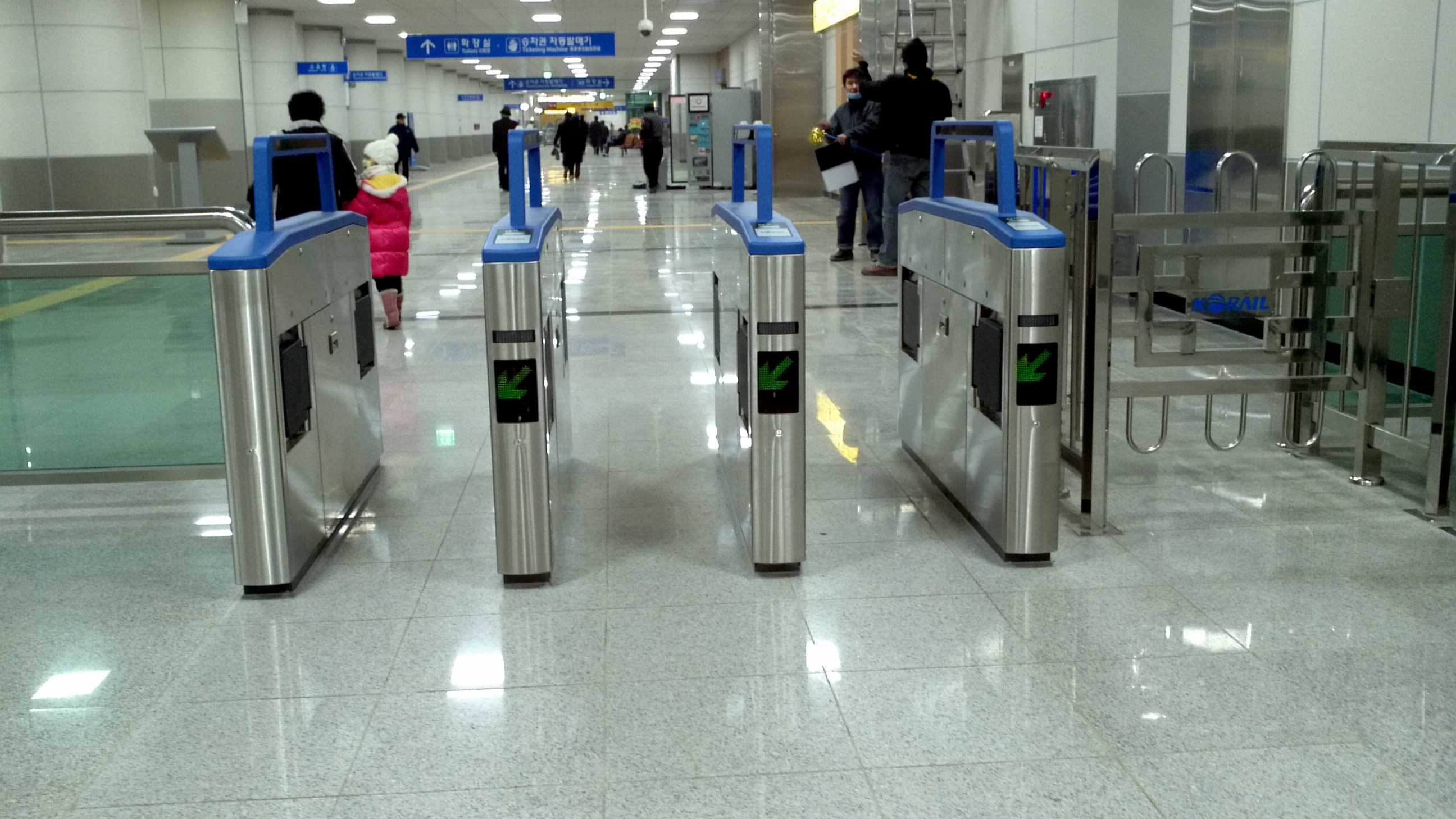
改札口
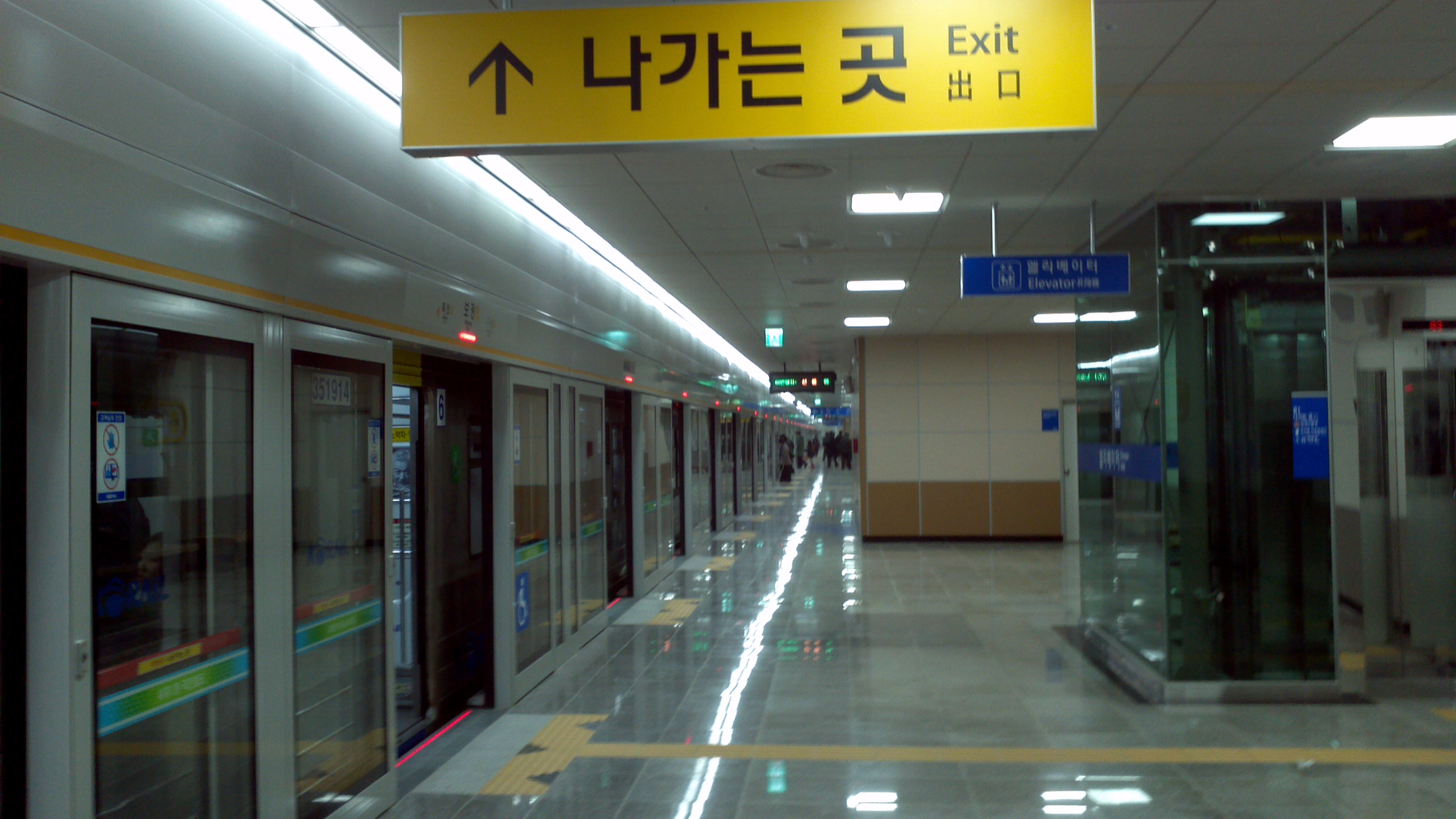
2番ホーム

### 過去の駅構造
島式ホーム1面2線の盛土上の地上駅であり、盆唐車両事務所に隣接していた。改札口への階段及びエレベータはホームの南端に設けられていた。
のりば
| 1・2 | 盆唐線 | 梧里・宣陵方面 |

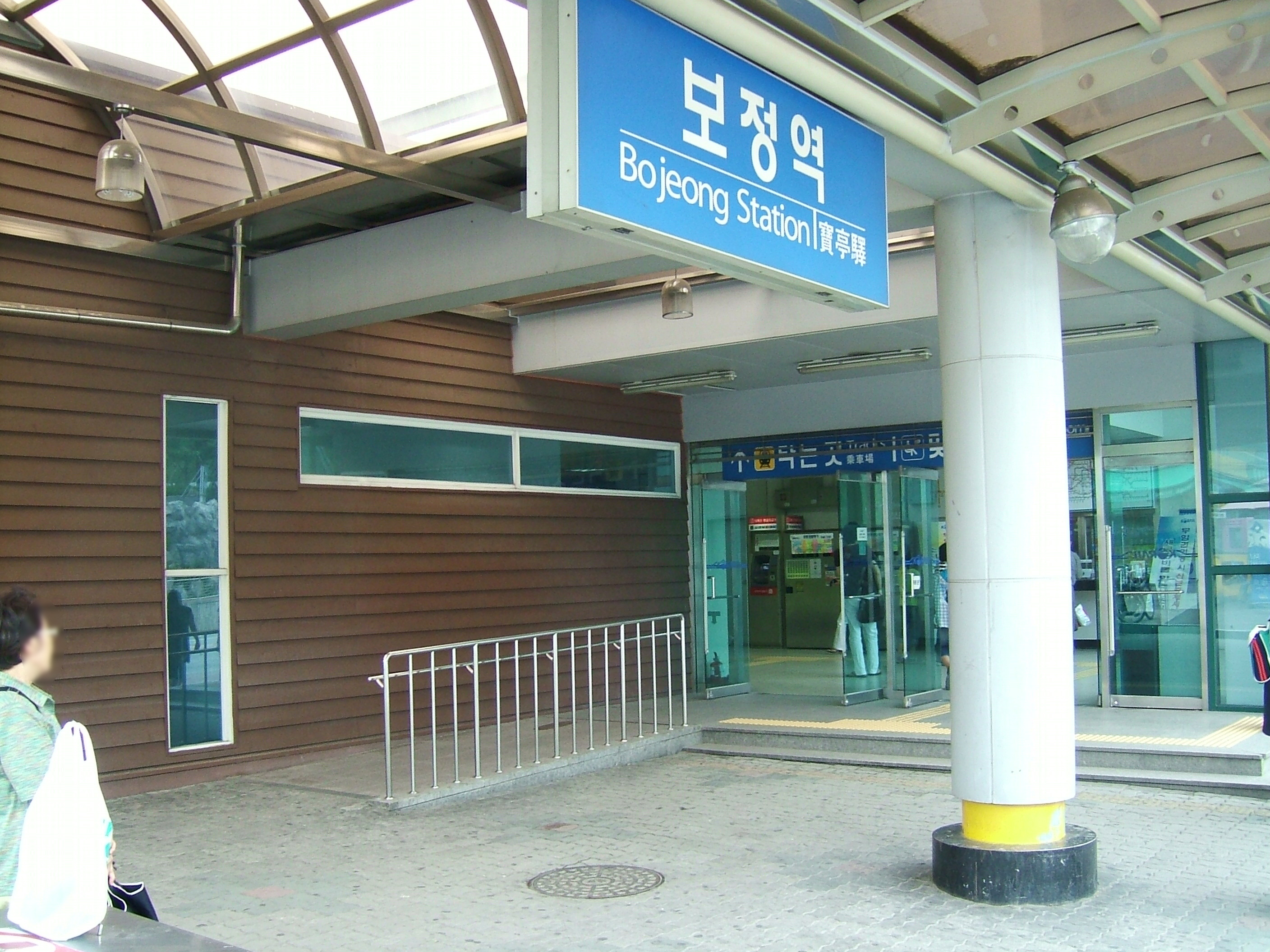
旧駅舎の出入口
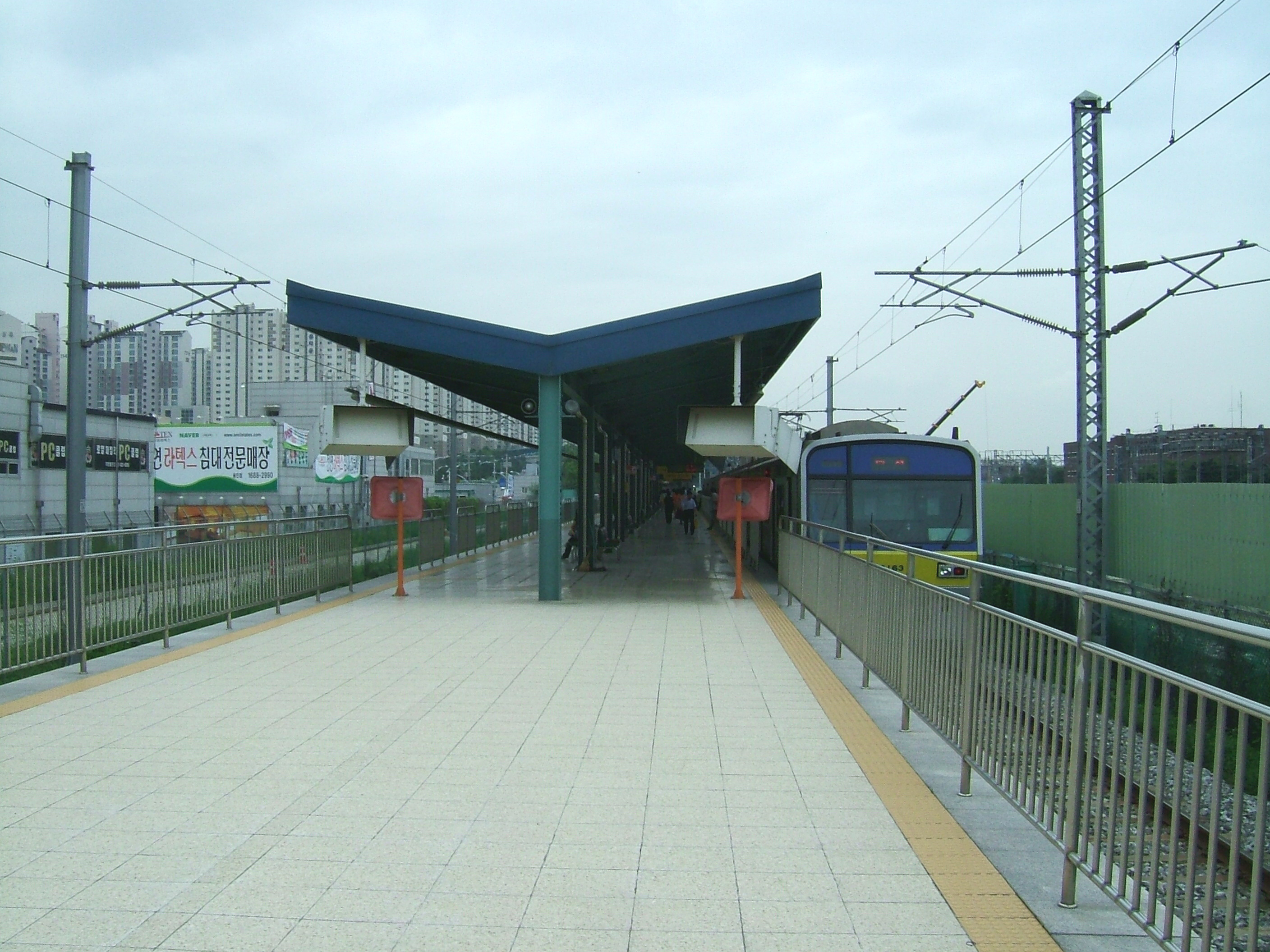
地上駅時代のプラットホーム

## 利用状況
近年の一日平均乗車人員推移は下記の通り。
なお、2004年は開業日の11月26日から12月31日までの36日間を基準にしたものである。
| 路線         | 路線     | 2000年 | 2001年 | 2002年 | 2003年 | 2004年 | 2005年 | 2006年 | 2007年 | 2008年 | 2009年 | 出典  |
| ------------ | -------- | ------ | ------ | ------ | ------ | ------ | ------ | ------ | ------ | ------ | ------ | ----- |
| 水仁・盆唐線 | 乗車人員 | 未開業 | 未開業 | 未開業 | 未開業 | 5,625  | 6,489  | 7,694  | 9,021  | 9,117  | 8,320  | [ 5 ] |
| 水仁・盆唐線 | 降車人員 | 未開業 | 未開業 | 未開業 | 未開業 | 3,831  | 5,281  | 6,457  | 8,189  | 8,207  | 7,277  | [ 5 ] |
| 路線         | 路線     | 2010年 | 2011年 | 2012年 | 2013年 | 2014年 | 2015年 | 2016年 | 2017年 | 2018年 | 2019年 | 出典  |
| 水仁・盆唐線 | 乗車人員 | 8,100  | 8,064  | 3,277  | 3,128  | 3,152  | 2,955  | 2,847  | 2,758  | 2,771  | 2,773  | [ 5 ] |
| 水仁・盆唐線 | 降車人員 | 7,196  | 7,149  | 2,602  | 2,470  | 2,493  | 2,375  | 2,311  | 2,267  | 2,296  | 2,342  | [ 5 ] |
| 路線         | 路線     | 2020年 | 2021年 | 2022年 | 2023年 |        |        |        |        |        |        |       |
| 水仁・盆唐線 | 乗車人員 | 1,902  | 1,997  | 2,313  | 2,513  |        |        |        |        |        |        |       |
| 水仁・盆唐線 | 降車人員 | 1,628  | 1,780  | 2,053  | 2,257  |        |        |        |        |        |        |       |

## 駅周辺
- 寶亭高等学校（朝鮮語版）
- 三星生命 ヒューマンセンター
- 韓国土地公社 京畿地域本部
- 盆唐車両事務所（朝鮮語版）
- 韓国都市住宅公社（朝鮮語版）京畿地域本部
- 龍仁西部警察署
- 龍仁新村中学校
- 寶亭初等学校

## 隣の駅
韓国鉄道公社
 水仁・盆唐線
急行
通過
緩行
竹田駅 (K233) - 宝亭駅 (K234) - 駒城駅 (K235)